# Phim bí ẩn
Phim ly kỳ hay phim bí ẩn là một thể loại phim xoay quanh việc giải quyết một vấn đề hoặc giải mã một tội phạm. Nó tập trung vào những nỗ lực của thám tử, thám tử tư hoặc thám tử nghiệp dư để giải quyết các tình huống bí ẩn bằng cách xem xét các dấu vết, điều tra và tư duy thông minh.
Cốt truyện thường tập trung vào khả năng suy luận, chuyên môn, sự tự tin, hay sự siêng năng của thám tử khi họ cố gắng làm sáng tỏ nguyên nhân tội ác hoặc tình huống bằng cách kết hợp bằng chứng và các tình huống, tìm kiếm bằng chứng, thẩm vấn các nhân chứng và theo dõi tội phạm.
Sự hồi hộp thường được duy trì như một yếu tố cốt truyện quan trọng. Điều này có thể được thực hiện thông qua việc sử dụng nhạc phim, góc quay của camera, dùng bóng tối, và những thay đổi cốt truyện bất ngờ. Alfred Hitchcock đã sử dụng tất cả các kỹ thuật này, nhưng thỉnh thoảng sẽ cho phép khán giả hút vào một mối đe doạ đang chờ xử lý sau đó được thoát ra vào đúng thời điểm cho hiệu ứng kịch tính.
Thể loại này trải dài từ những câu chuyện trinh thám cổ tích, những câu chuyện trinh thám hư cấu, hay những câu chuyện trinh thám văn chương, đến những bộ phim kinh dị cổ điển của Hitchcock đến những bộ phim thám tử cổ điển. Một thể loại phim liên quan phụ là phim gián điệp.